# Oak City
Oak City es un pueblo ubicado en el condado de Martin en el estado estadounidense de Carolina del Norte. La localidad en el año 2000, tenía una población de 339 habitantes en una superficie de 1,2 km², con una densidad poblacional de 274 personas por kilómetro cuadrado.

## Geografía
Oak City se encuentra ubicado en las coordenadas 35°57′47″N 77°18′20″O / 35.96306, -77.30556. Según la Oficina del Censo, la localidad tiene un área total de 1,2 km² (0,5 mi²), de la cual 1,2 km² (0,5 mi²) es tierra y 0 km² (0 mi²) (0,0 %) es agua.

### Localidades adyacentes
El siguiente diagrama muestra a las localidades en un radio de 16 kilómetros (9,9 mi) de Oak City.

## Demografía
En el 2000 la renta per cápita promedia del hogar era de $26 458, y el ingreso promedio para una familia era de 33 500. En 2000 los hombres tenían un ingreso per cápita de $23 750 contra $15 781 para las mujeres. El ingreso per cápita para la localidad era de $15 302. Alrededor del 26,50 % de la población estaba bajo el umbral de pobreza nacional.